# Arielulus societatis
Arielulus societatis е вид прилеп от семейство Гладконоси прилепи (Vespertilionidae). Видът е уязвим и сериозно застрашен от изчезване.

## Разпространение
Разпространен е в Малайзия.

## Описание
Популацията на вида е намаляваща.